# Odo Rumpf

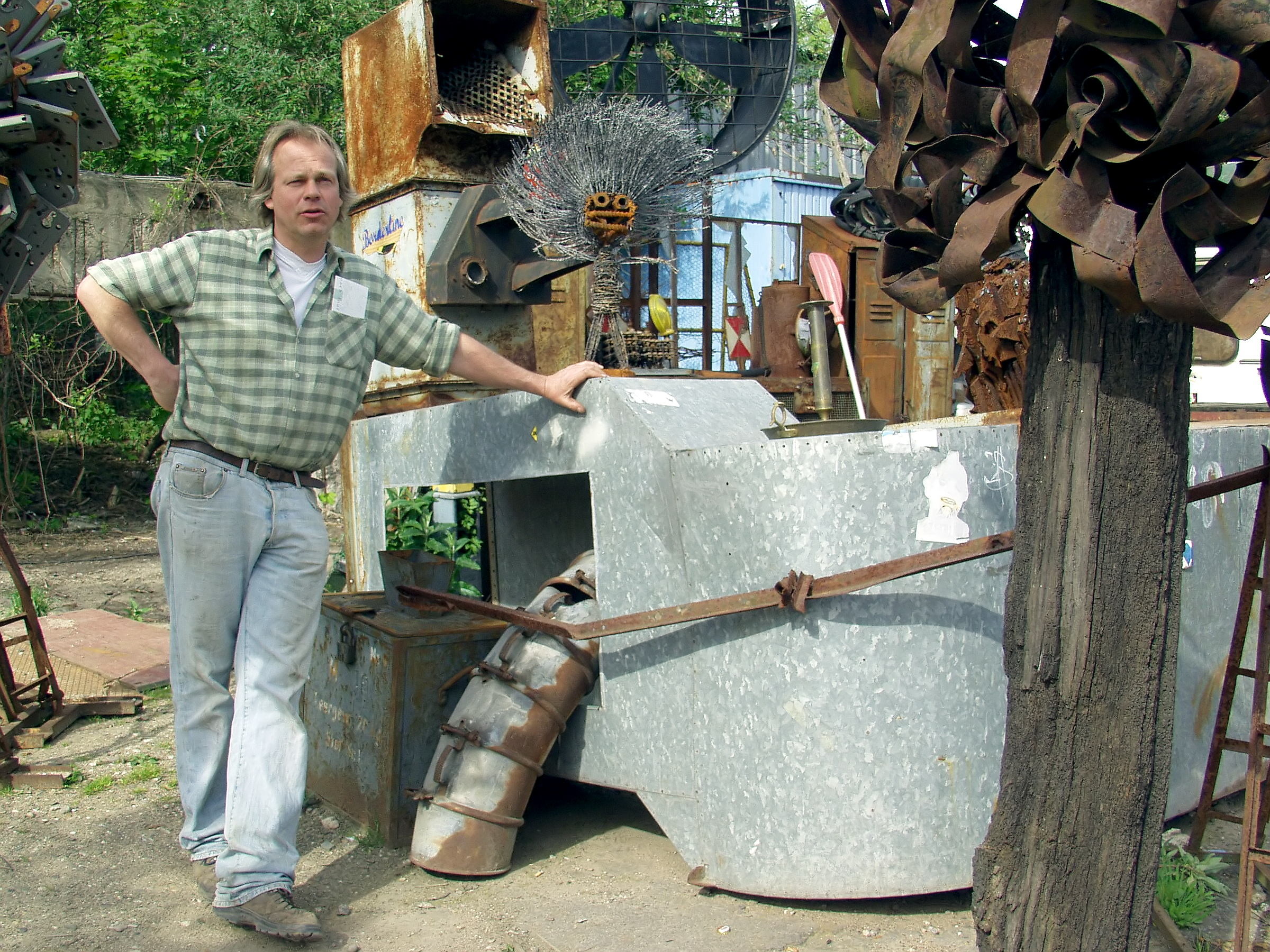
Odo Rumpf in seinem Atelier „Odonien“ (2008)

Odo Rumpf (* 3. April 1961 in Leverkusen) ist ein deutscher Bildhauer, der in Köln arbeitet.

## Leben
Nach dem Abschluss des Maschinenbaustudiums an der RWTH Aachen absolvierte der Künstler zweijährige Kunststudien bei Thomas Virnich und ist seit 1991 hauptberuflich als Künstler tätig.
Odo Rumpf fertigt Skulpturen aus Industriefundstücken, kinetische Großobjekte, Rauminstallationen und Medienskulpturen.

## „Odonien“

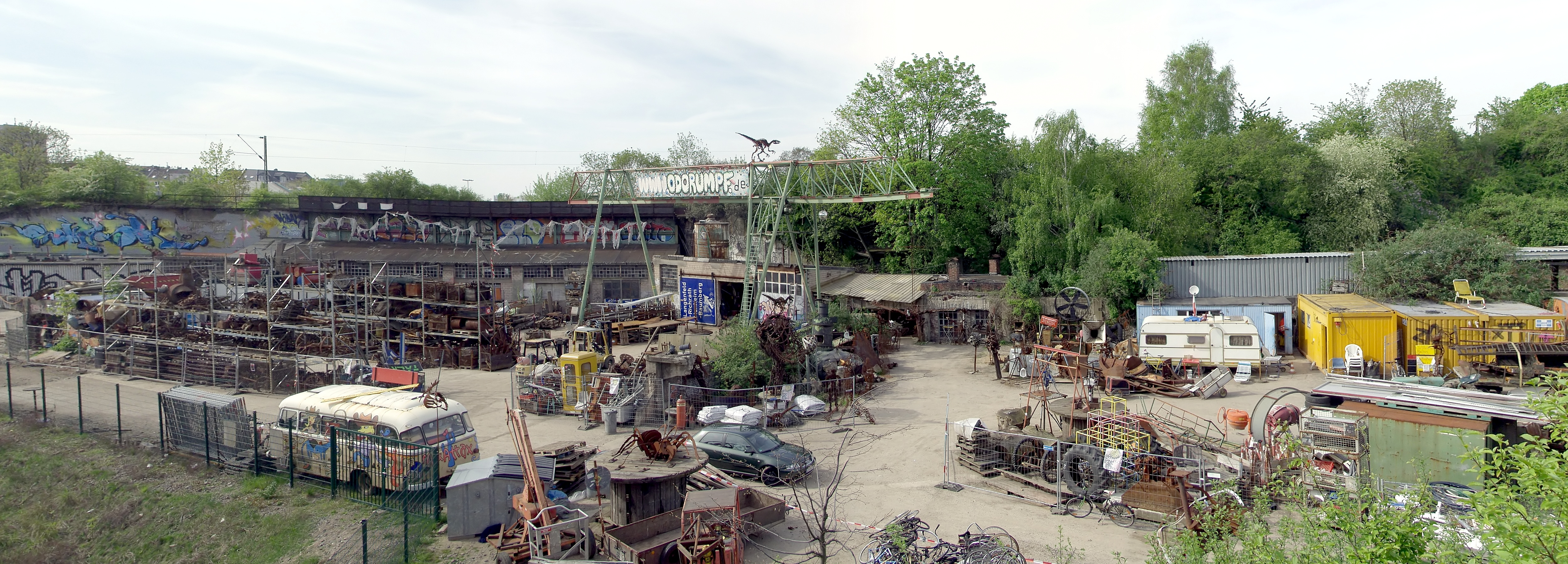
„Odonien“ (2008)

Das große Gelände seines Ateliers, welches er auf einem brachliegenden Grundstück in Neuehrenfeld zwischen Bahngleisen eingerichtet hat, nennt er „Freistaat Odonien“. Dort arbeiten auch andere internationale Künstler. Auf dem mit Metallskulpturen geschmückten Gelände finden Ausstellungen, Festivals (unter anderem die Robotershow „Robodonien“) und kommerzielle Musik- und Tanzveranstaltungen statt. Auch stellt er das Gelände nebst Biergarten für fremde Veranstaltungen zur Verfügung.

## Ausstellungen (Auswahl)

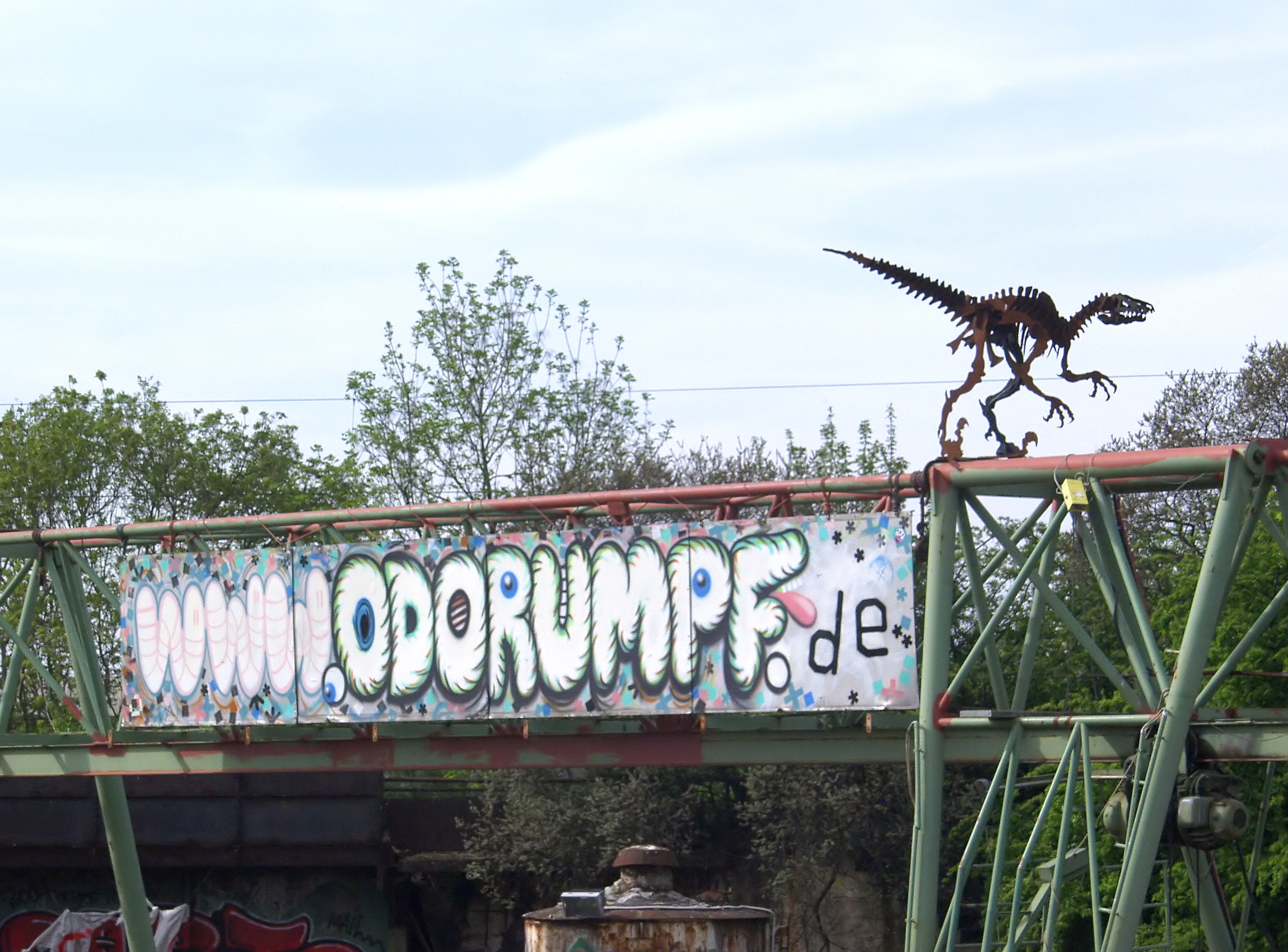
Metallsaurier in „Odonien“ (2008)

- 1991 Neuer Aachener Kunstverein, Aachen
- 1992 Kunstverein Spektrum (Ausstellung „Moderne“), Leverkusen
- 1993 Gallery Art 54 (Ausstellung „Strangers“), New York
- 1994 ambiente 94, Designmesse, Ursuliniensäle, Innsbruck
- 1997 Turmart 97, Geldern
- 1998 Botanischer Garten Köln, (mit J. Röderer, V. Kiehn)
- 1999 ifficial art cologne, Köln
- 2000 1. Kunstmeile Oberhausen City
- 2001 1. Art-Symposium, Algoz, Portugal
- 2002 Landesgartenschau Monheim am Rhein
- 2003 Friedrich-Ebert-Stiftung, Yaoundé, Kamerun
- 2004 Landesgartenschau Trier
- 2005 Landesgartenschau Leverkusen
- 2005 Kulturinstitut, Galerie Phönix, Moskau
- 2006 Centro Espositivo Rocca Paolina, Perugia, Italien

## Öffentliche Skulpturen (Auswahl)

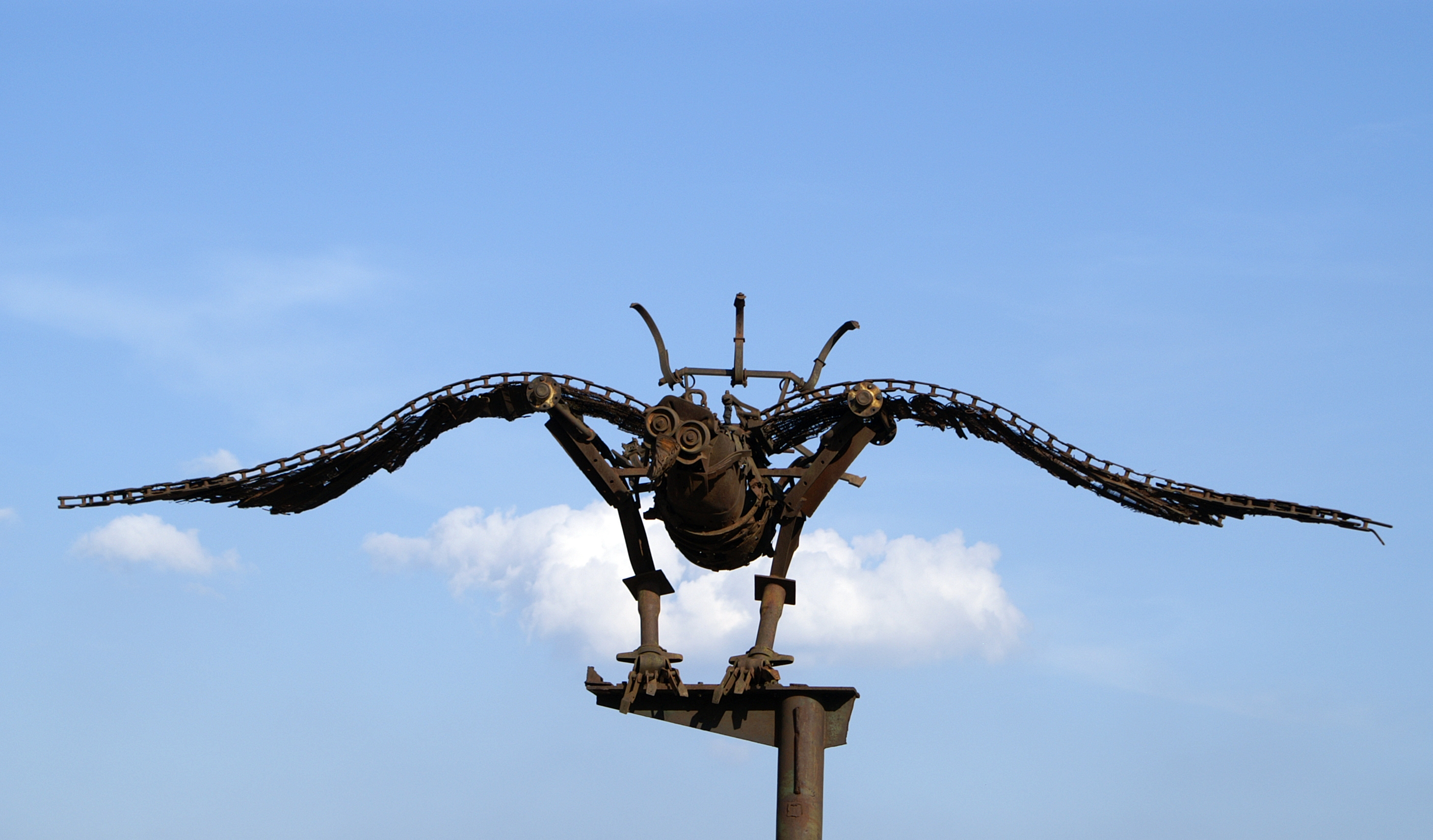
Solarvogel (Foto: 2011)

- 1993 „Drachenflügel“, Wasserturm, Stadt Geldern
- 1994 „hydro maszina“, Großklärwerk Köln-Stammheim
- 1999 „Solarvogel“, Rheinpromenade Köln
- 2001 Großskulpturen „Baustelle A“, Businesspark Niederrhein
- 2001 „Orpheus“, Anatomisches Institut der Uniklinik Köln
- 2002 Skulpturenenvironment „Archos Palingenius“, Stadt Monheim
- 2017 „Slinky“, Dreiländergarten in Weil am Rhein

## Preise (Auswahl)
- 1992 designs fiction, Impuls Design Förderung Berlin, Herbstmesse Frankfurt
- 1995 Lev-Kunst-95, Forum Leverkusen
- 1997 Europäischer Solarpreis Kunst 1997 von Eurosolar e.V.
- 1999 Palais Allegria, Beaulieu sur Mér, Frankreich